# Rytidosperma auriculatum
Rytidosperma auriculatum är en gräsart som först beskrevs av John McConnell Black, och fick sitt nu gällande namn av Henry Eamonn Connor och Elizabeth Edgar. Rytidosperma auriculatum ingår i släktet kängurugräs (släktet), och familjen gräs. Inga underarter finns listade i Catalogue of Life.